# ミュンヘン市電
ミュンヘン市電（ミュンヘンしでん、ドイツ語: Straßenbahn München）は、ドイツの都市・ミュンヘン市内に大規模な路線網を有する路面電車。2022年現在は地下鉄（ミュンヘン地下鉄）や路線バスといったミュンヘン市内の公共交通機関と共に、シュタッドウェルケ・ミュンヘンの子会社であるミュンヘン交通会社（Münchner Verkehrsgesellschaft mbH、MVG）によって運営されている。

## 歴史

### 馬車鉄道・蒸気鉄道時代
19世紀後半、ミュンヘンは経済活動の高まりや人口増加を受け、公共交通機関の需要が高まっていた。既に1869年から乗合馬車が運行していたが、同年からミュンヘン市内に馬車鉄道を導入する動きが始まった。資金調達に支障をきたす、王立警察局からの反対など様々な障害はあったが、1876年にベルギーの企業に馬車鉄道建設の認可が下り、同年10月21日に最初の路線が開通した。その後、1882年に運営権は新たに設立されたミュンヘン軌道会社（Münchner Trambahn AG）に移管されている。
以降、馬車鉄道の路線網は急速に拡大し、1885年時点で7つ、1892年には9つの系統を有する路線網がミュンヘン市内に存在した。一方、ミュンヘン軌道会社は1883年に蒸気機関車（スチームトラム）を用いた路線をミュンヘン中央駅（Hauptbahnhof） - ニンフェンベルク（Nymphenburg）間に開通したが、馬車を牽引する馬が蒸気機関車の音に驚いたことに起因した事故の頻発などの問題が生じ、1890年に区間の移設が行われている。

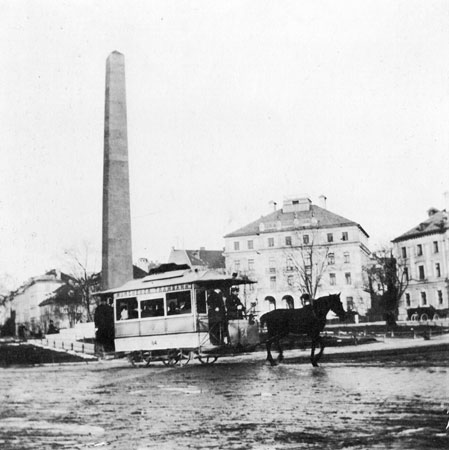
ミュンヘン市内の馬車鉄道（1885年撮影）
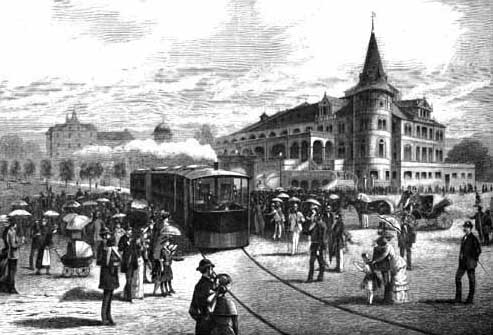
ミュンヘン市内の蒸気鉄道

### 路面電車の誕生
ミュンヘン市内における最初の路面電車となったのは、1886年に開通したウングラー鉄道（Ungererbahn）であった。これは当時の馬車鉄道と接続し温泉施設へ向かう私有路線で、ドイツにおける3番目の電気鉄道であったが、利用客の増加に対応するため1895年に延伸された馬車鉄道に置き換えられ廃止された。
一方、1890年代に入るとこれらの馬車鉄道網を路面電車に置き換える計画が起こり、1895年6月23日から最初の電化区間での旅客営業が開始された。それ以降、馬車鉄道や蒸気鉄道の路線網は順次路面電車へと置き換えられていき、1900年8月14日をもってミュンヘン市内の全区間が電気を用いて走る車両による運用となった。ただし、架線による景観の破壊が懸念され、架線敷設が承認されるまで一時的に蓄電池機関車を用いた路線も存在した。
この電化の過程において、契約期間の関係もありミュンヘン軌道会社は1897年以降ミュンヘン市の傘下に置かれ、1907年には路面電車の全区間の運営権がミュンヘン市に移管された。その前年の1906年時点で、ミュンヘン市内には20系統を有する路面電車網が存在した。

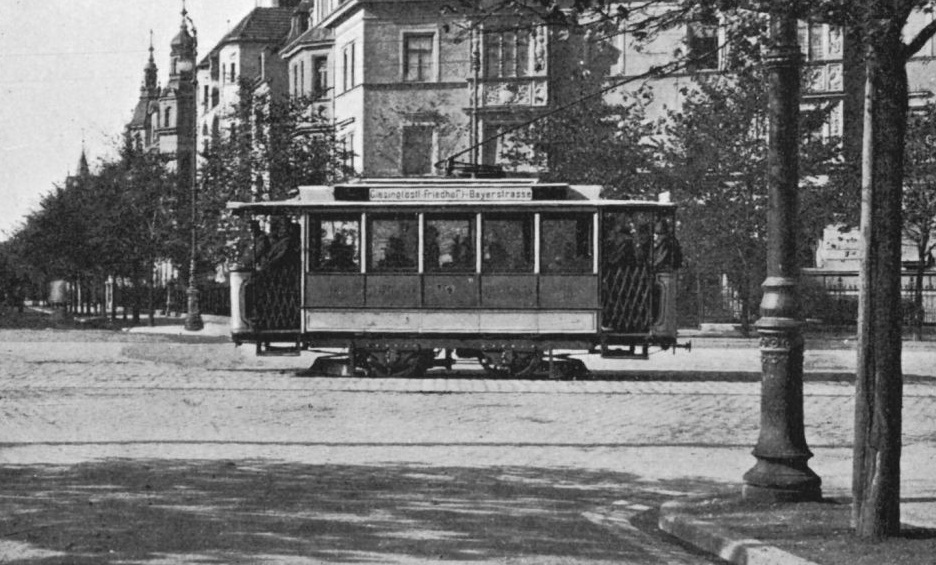
電化初期のミュンヘン市電（1898年撮影）
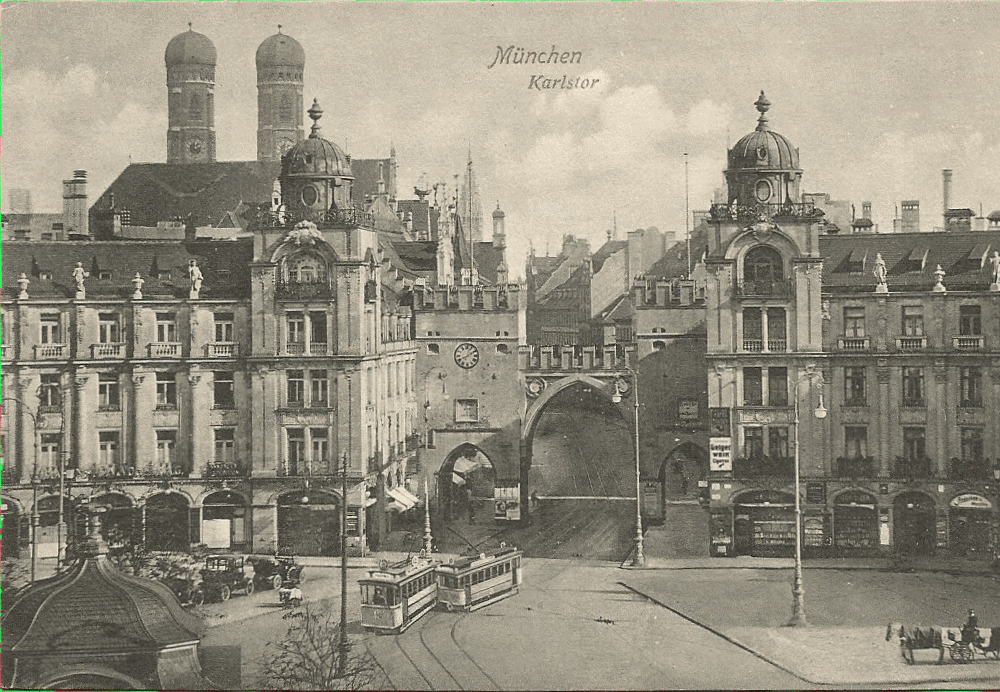
1900年代のミュンヘン市電（1908年撮影）

### 第二次世界大戦まで
電化が実施された1900年代以降多数の路線が開通したミュンヘン市内の路面電車であったが、第一次世界大戦中は人員不足や電力削減の影響を受けて列車本数が削減され、乗務員についても女性が採用される事となった。更に1919年にはバイエルン・レーテ共和国の成立や崩壊、それに伴う戦闘の影響を受けた他、同時期にはハイパーインフレーションにより運賃が急激に上昇する結果となった。これらの動きが落ち着き、施設の改修や車両の新造が行われるようになったのは1920年代後半以降となったが、その後の世界恐慌の影響により路面電車網は再度運行時間の縮小などの対応を余儀なくされている。
1930年代、ドイツの経済情勢は大幅な回復・成長を見せた一方、ミュンヘン市内の路面電車網の延伸は1936年、1937年の2度に留まった。これは当時ミュンヘンの開発計画に合わせた地下鉄の建設や路線バス網の拡張、それに伴う路面電車の置き換えが検討されていた事による。しかしこの時点で地下鉄の建設は行われず、引き続きミュンヘン市内には路面電車網が残された。
その後、第二次世界大戦の勃発に伴いミュンヘン市電は一部系統の休止、列車本数の縮小が行われた一方、徴兵による人員不足により女性運転士が再度採用された。一方で路面電車の需要は高まり続け、それに対応するためドイツ各都市や海外の都市からの路面電車車両の購入・借用が実施された。そして1943年以降の空襲により路面電車は甚大な被害を受け、1944年からは市内に敷かれた仮設の線路の上を、急ごしらえの客車や貨車を小型の蒸気機関車が牽引する列車が走る「Bockerlbahn」が導入される事態となった。そして1945年4月、アメリカ軍の侵攻に伴い路面電車網は全面的に休止した。

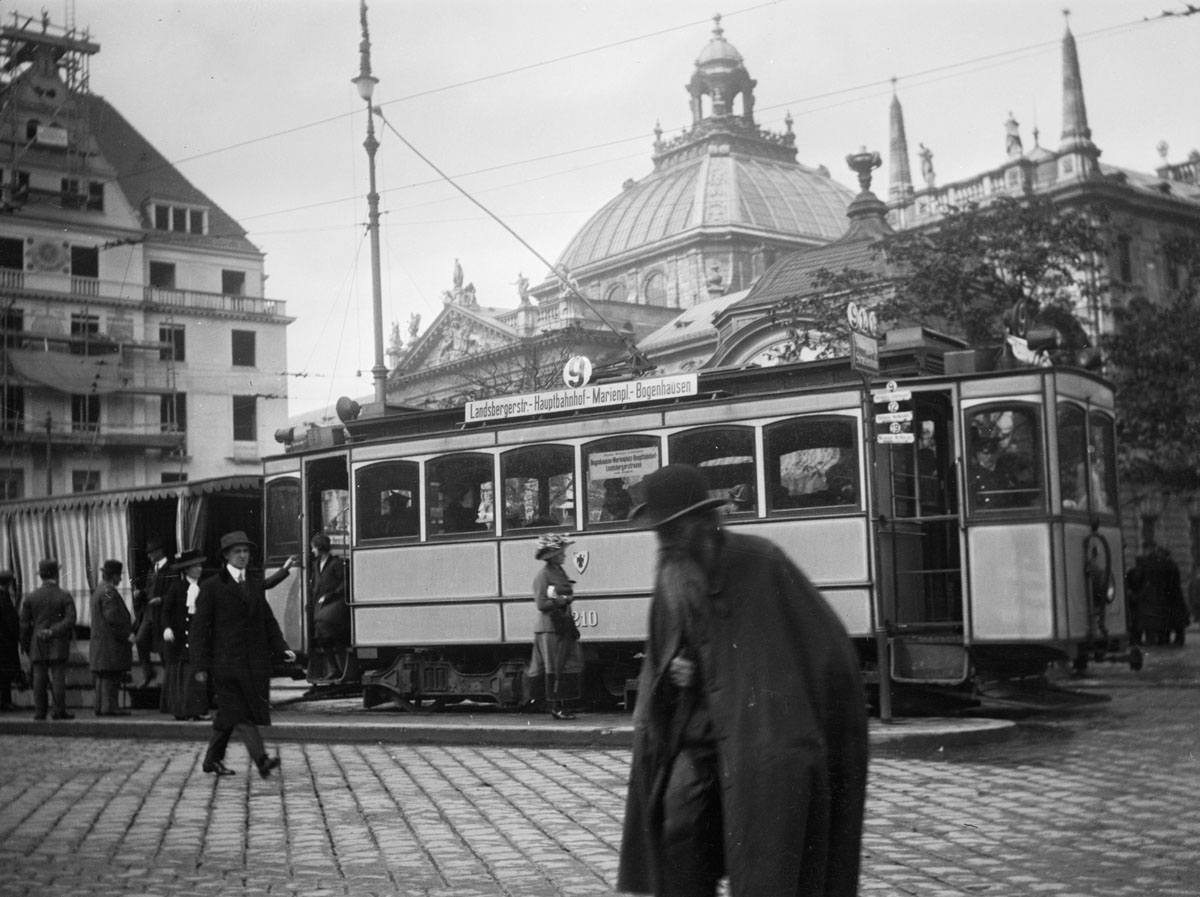
1930年代のミュンヘン市電（1930年撮影）
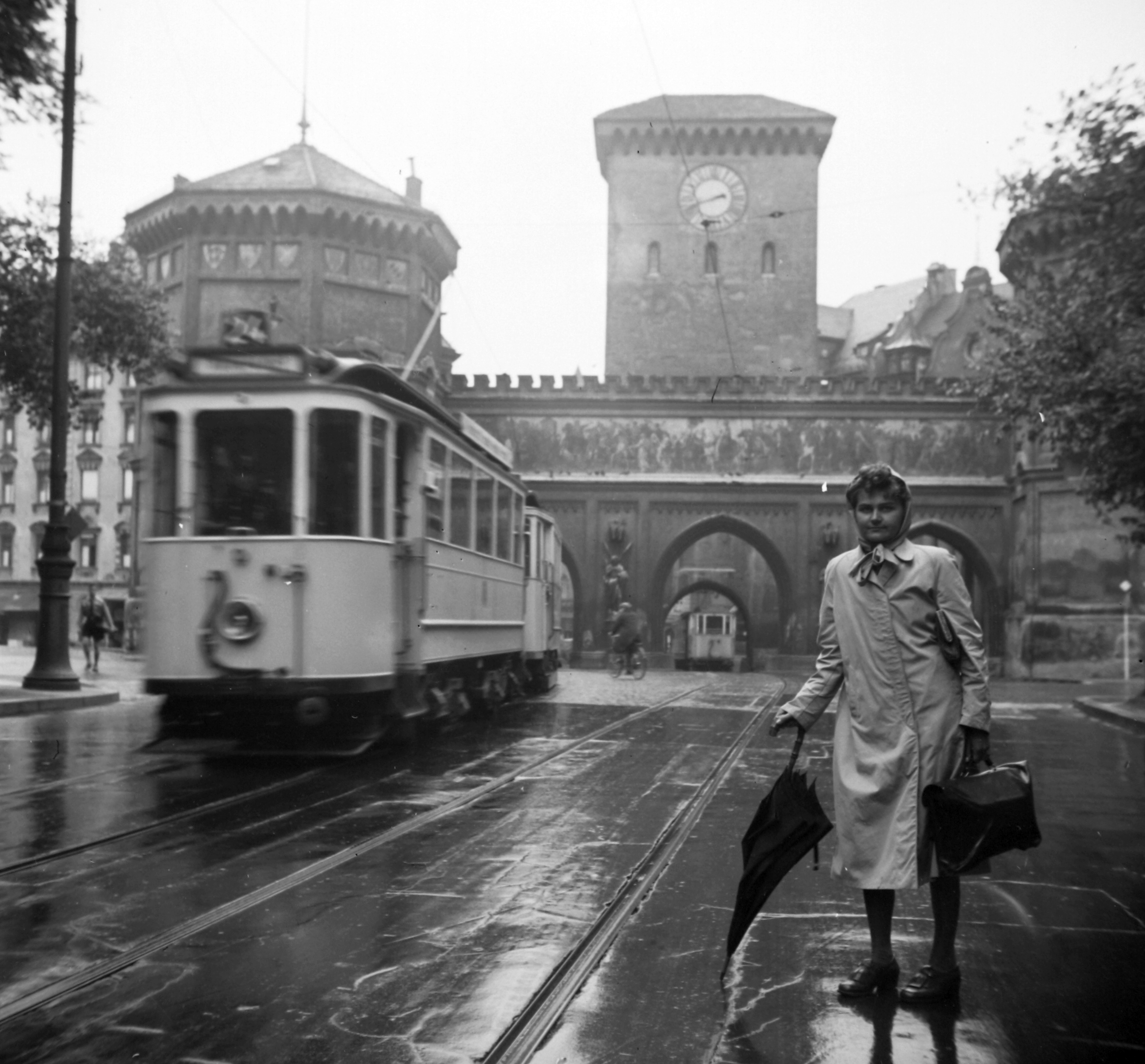
1930年代のミュンヘン市電（1939年撮影）

### 第二次世界大戦後
戦争により深刻な被害を受けたミュンヘン市電が復旧を始めたのは終戦後の1945年5月からであり、以降旧市街を南北に経由する一部区間などを除き1950年代半ばまでに復旧が完了した。その後、1956年以降路面電車網は郊外の地域へ向けて大幅な拡大を続け、1964年には最大規模となる路線延長134 kmを記録するにまで至り、一部系統では運行間隔が最短3分という高頻度運転が行われるようになった。ただし、1960年代前半には一部区間が路線バスへ置き換えられ廃止されている。
路面電車網が拡大を続け多くの利用客を抱えていた一方で、本数の増加は道路の混雑を招き、列車の速度の遅さを始めとした多くの問題が指摘されるようになった。それを解消するため、1950年代以降ミュンヘンでは再度地下鉄の建設が検討され始めた。1959年の立案当初は路面電車を地下化する形態（シュタットバーン）が計画されていたが、1964年に変更され、大型車両・大型規格の地下鉄（ミュンヘン地下鉄）を建設する事となった。それに伴い、同年以降地下鉄や通勤鉄道（ミュンヘンSバーン）の整備に伴う路面電車路線の廃止が相次いだ他、1970年には経由する橋梁が自動車専用となった結果による廃止という事態が生じた。

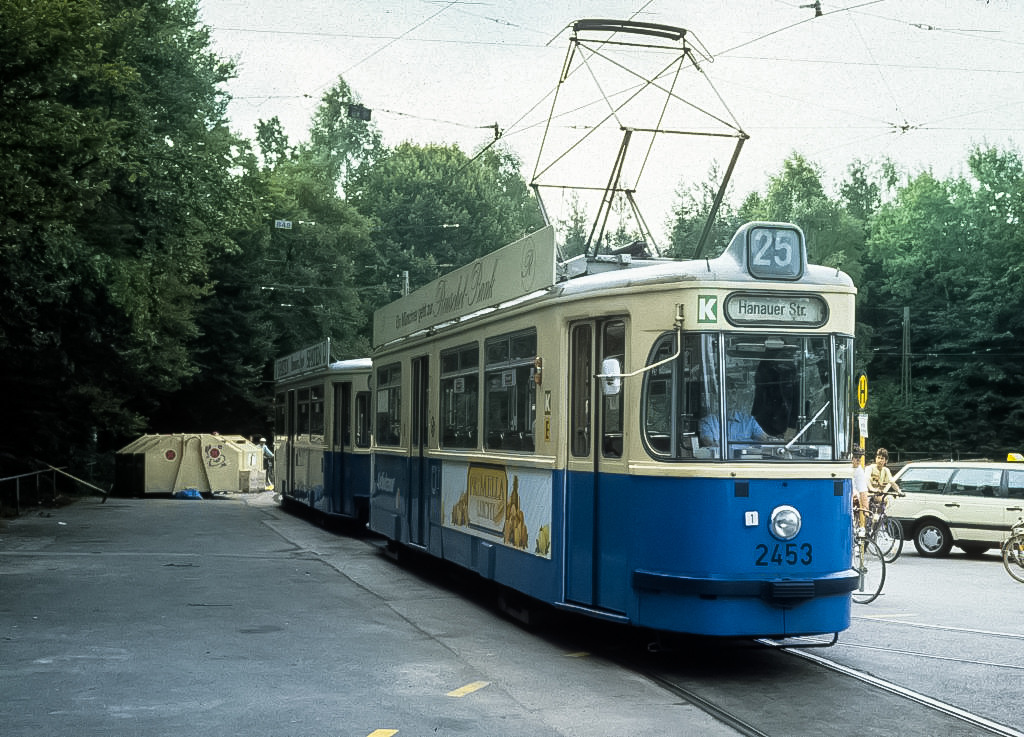
1950年代以降大量生産された3軸車のM形電車（1992年撮影）
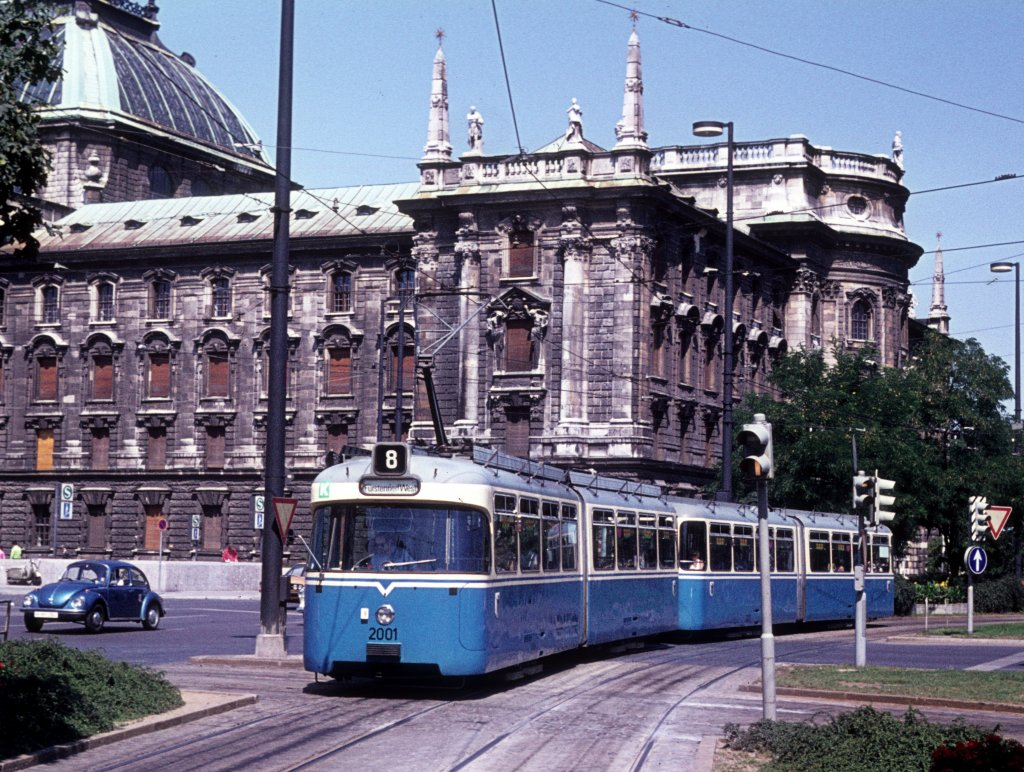
2車体連接車のP形電車（1974年撮影）

その後、オリンピックに先駆けて1971年に地下鉄が営業運転を開始した一方、路面電車に関しては地下鉄や路線バスへの置き換えが検討されるようになり、特に1978年の選挙により路面電車の撤去に賛成した政党が優勢となった事が影響し、1970年代以降は更に多くの路線が廃止されていった。この動きに変化が生じたのは1980年代、市民団体による運動により路面電車の支持の動きが高まった頃であり、それを受けて1986年7月にミュンヘン市議会は路面電車を都市交通機関の一部として維持する事を満場一致で可決した。以降もこの方針に反対する動きが起き、地下鉄の延伸に伴う路線廃止も続いたが、市議会を構成する各政党との会議、費用対効果における路面電車の優位性の実証などを経て、1993年にミュンヘン市電の存続が確定した。
それに先立つ1991年、ミュンヘン市議会は路面電車網の改修・近代化に関する案を可決し、以降は老朽化が進んだ路線の改修に加えてバリアフリーに適した超低床電車の導入が本格的に進められ、1996年には廃止した路線の復活も行われた。そして2009年、地下鉄と接続する新たな路線として「23号線」が新規に開通し、以降は地下鉄やSバーンとの接続向上、再開発地域の公共交通機関など様々な形で路面電車網の拡大が相次いで行われている。2022年時点の営業キロは82 kmを記録している。

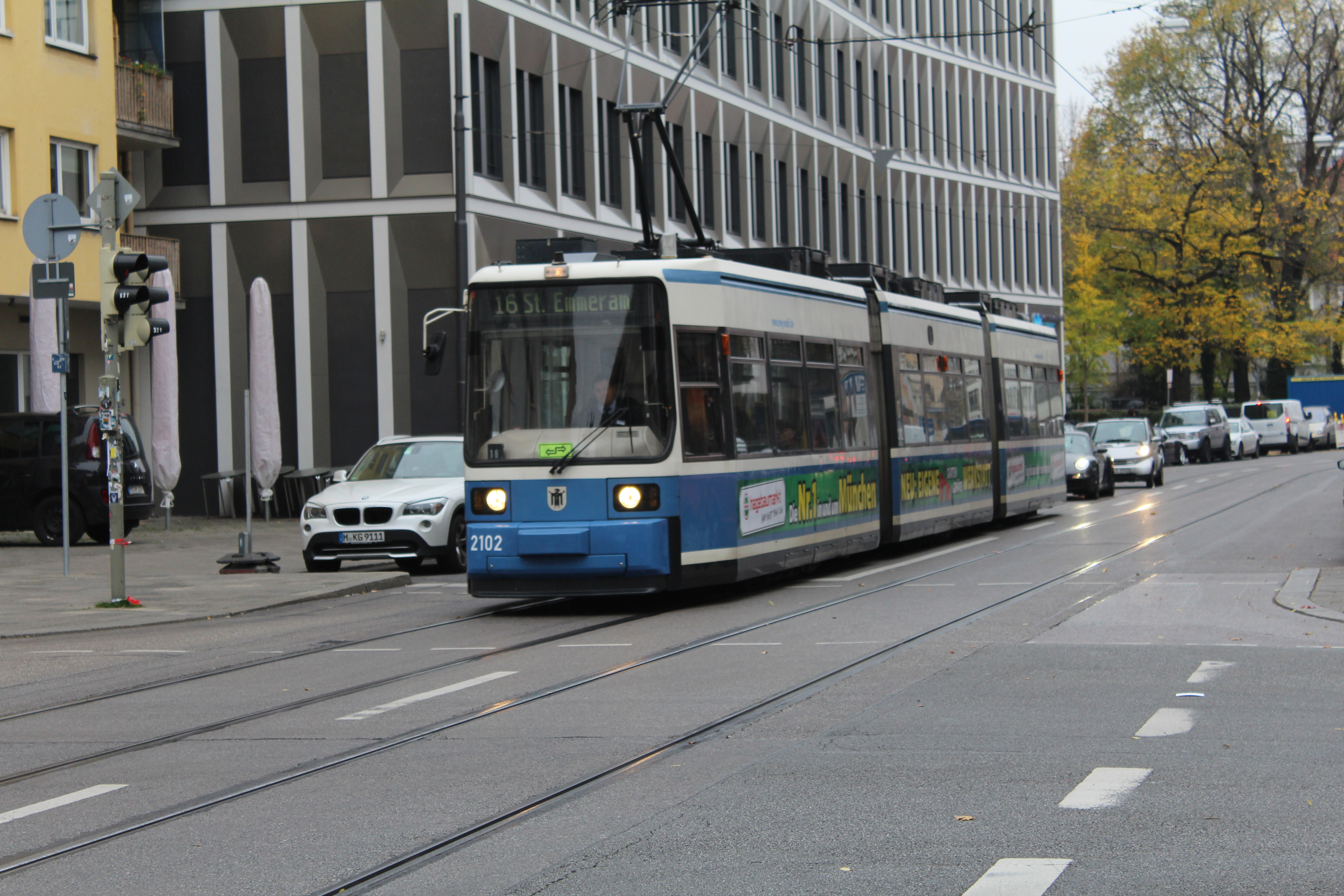
超低床電車は1991年から営業運転を開始した（2017年撮影）
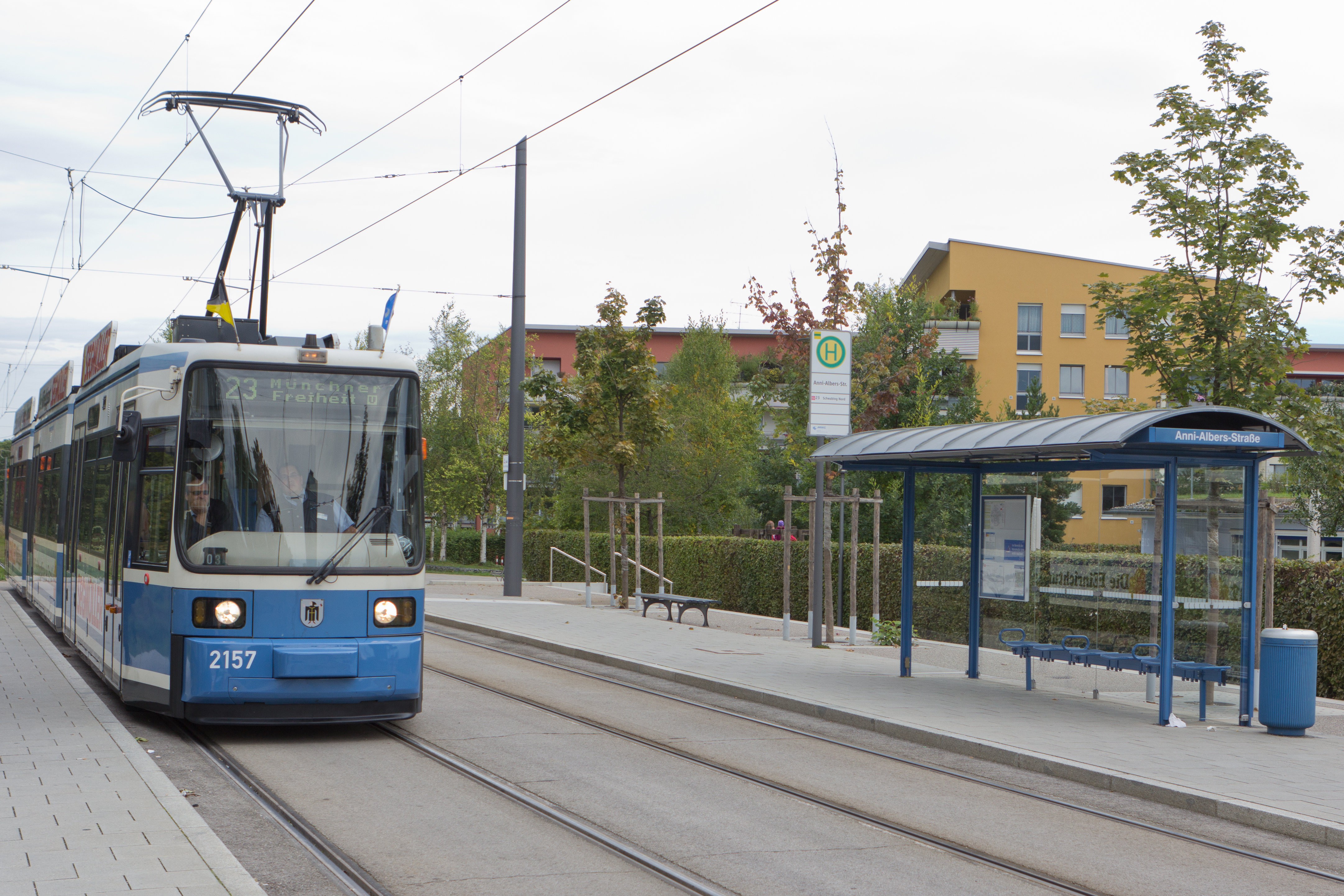
2009年に開通した23号線（2012年撮影）

## 系統

路線図（2021年時点）

2022年現在、ミュンヘン市電は以下の系統で運行している。そのうち頭文字に「N」が付いている系統は深夜帯（午前1時 - 5時代）に運行する系統である。また、23号線は同年時点で他の系統と接続する電停が存在しないが、線路自体は営業運転に使用されない区間によって他の路線と繋がっている。
| 系統番号 | 起点                          | 終点                  | 備考                                                   |
| -------- | ----------------------------- | --------------------- | ------------------------------------------------------ |
| 12       | Scheidplatz                   | Romanplatz            |                                                        |
| 16       | Romanplatz                    | St. Emmeram           |                                                        |
| 17       | Amalienburgstraße             | Sendlinger Tor        |                                                        |
| N17      | Amalienburgstraße             | Effnerplatz           | 深夜系統                                               |
| 18       | Gondrellplatz                 | Schwanseestraße       |                                                        |
| 19       | Pasing Bahnhof                | Berg am Laim          |                                                        |
| N19      | Pasing Bahnhof                | St.-Veit-Straße       | 深夜系統                                               |
| 20       | Moosach Bahnhof               | Karlsplatz (Stachus)  |                                                        |
| N20      | Moosach Bahnhof               | Karlsplatz (Stachus)  | 深夜系統                                               |
| 21       | Westfriedhof                  | St.-Veit-Straße       |                                                        |
| 23       | Schwabing Nord                | Münchner Freiheit     |                                                        |
| 25       | Max-Weber-Platz               | Derbolfinger Platz    |                                                        |
| 27       | Petuelring                    | Sendlinger Tor        |                                                        |
| N27      | Petuelring                    | Großhesseloher Brücke | 深夜系統                                               |
| 28       | Scheidplatz                   | Sendlinger Tor        |                                                        |
| 29       | Willibaldplatz                | Hochschule München    | 月曜-金曜のみ運行 (夏季休暇中およびクリスマスには運休) |
| 37       | Max-Weber-Platz (Johannispl.) | St. Emmeram           |                                                        |

- 路線図（2021年時点）

## 車両

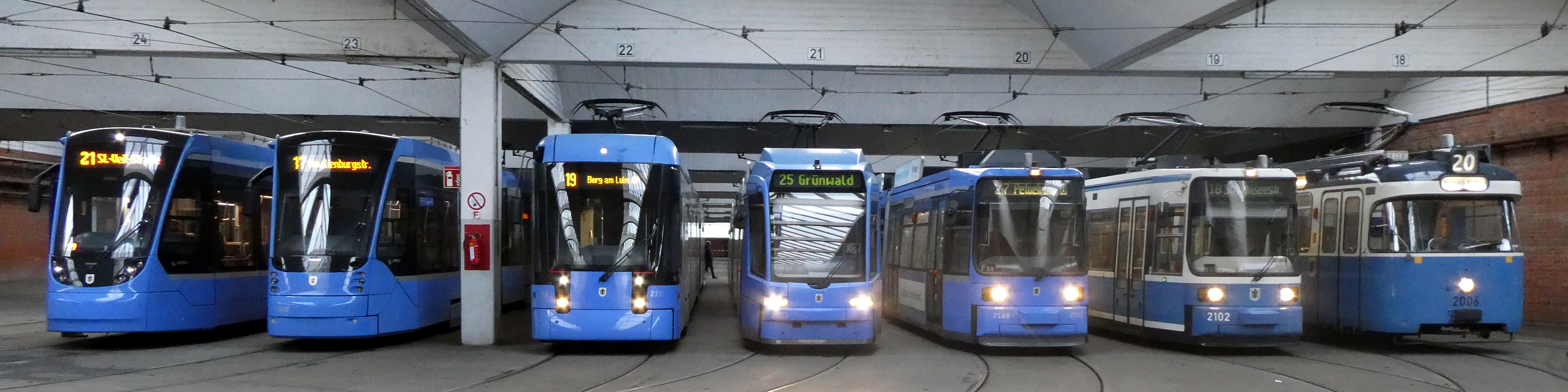
車庫に集う歴代車両（2018年撮影）

ミュンヘン市電では2022年時点で以下の車両が営業運転に使用されており、全車とも連接車となっている。

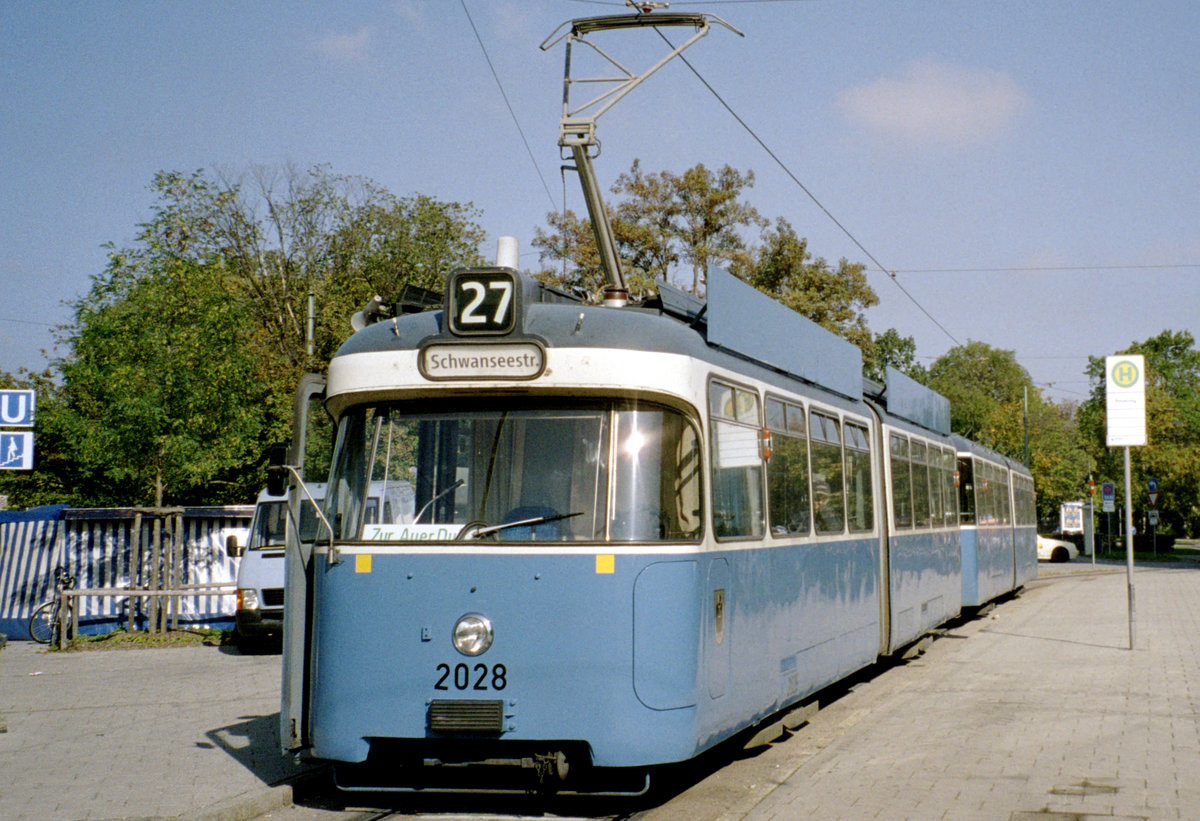
P形 1960年代に製造された小型2車体連接車。2022年現在は予備車のみが在籍する。
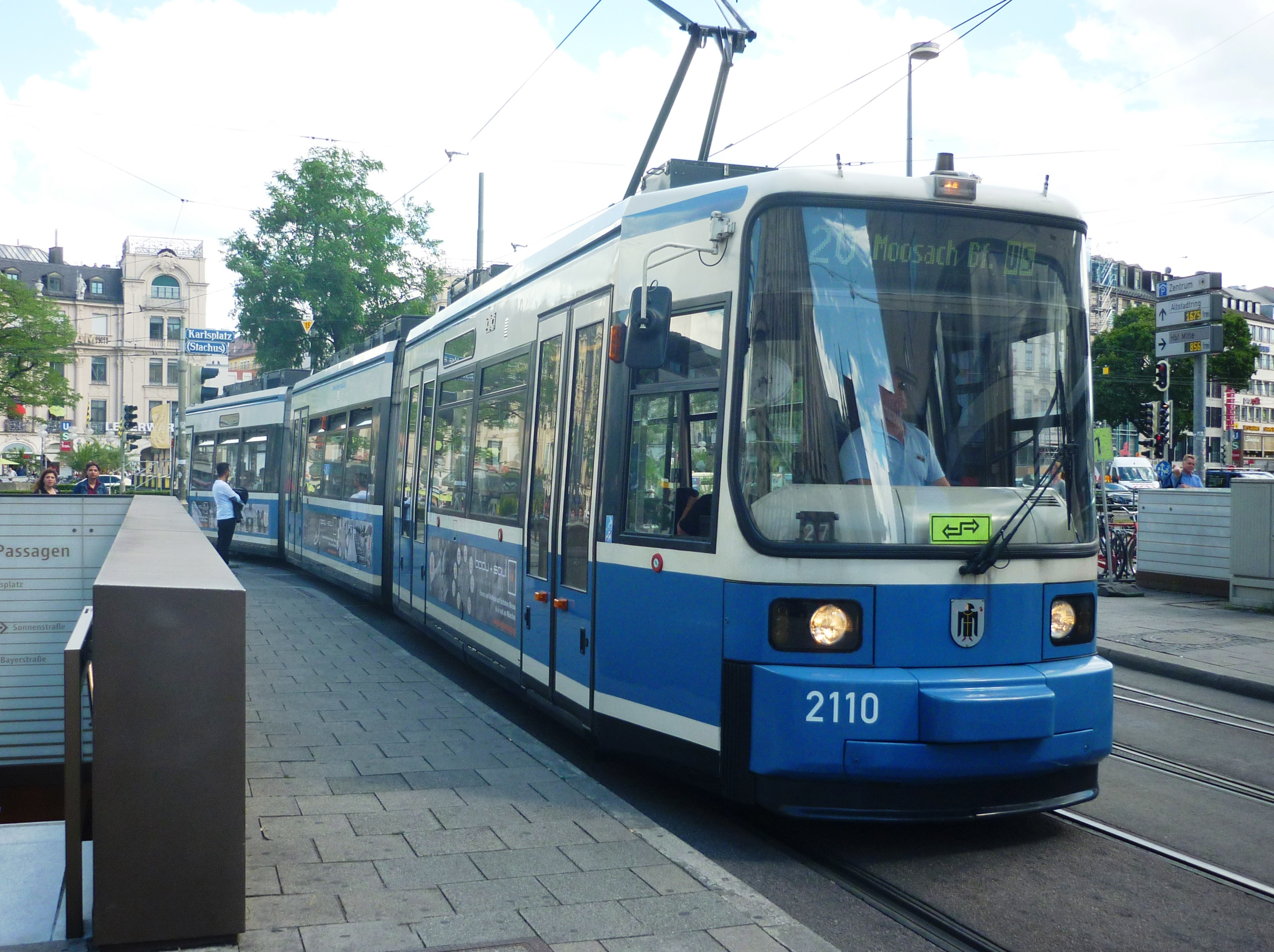
R2形 ミュンヘン市電初の超低床電車となったR1形（ブレーメン形）の量産車。3車体連接車。
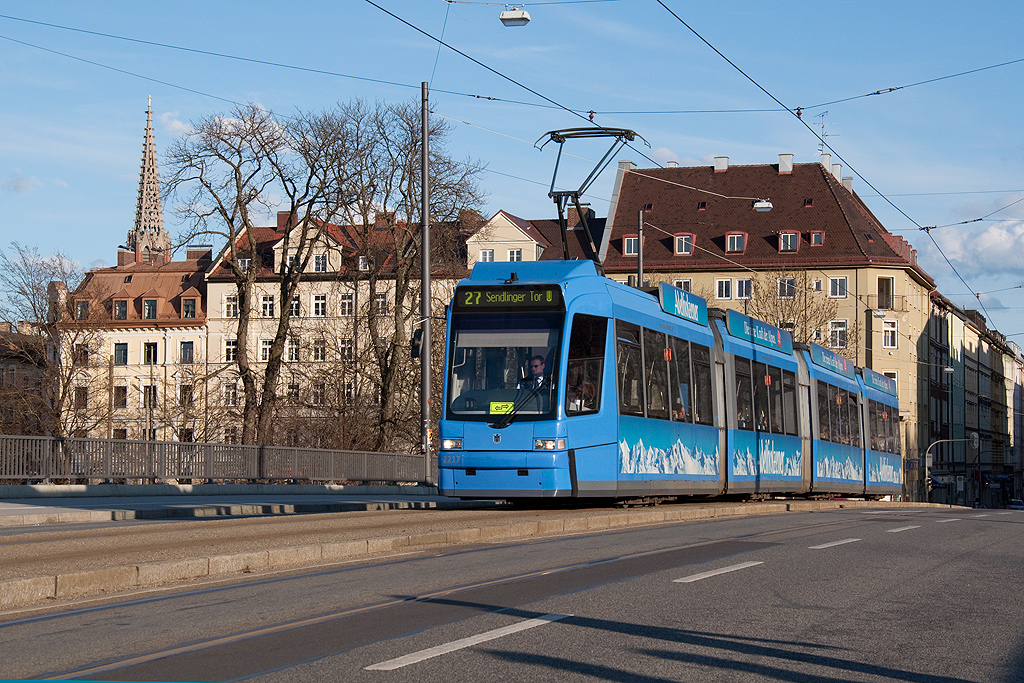
R3形 R2形の改良形式。4車体連接車。
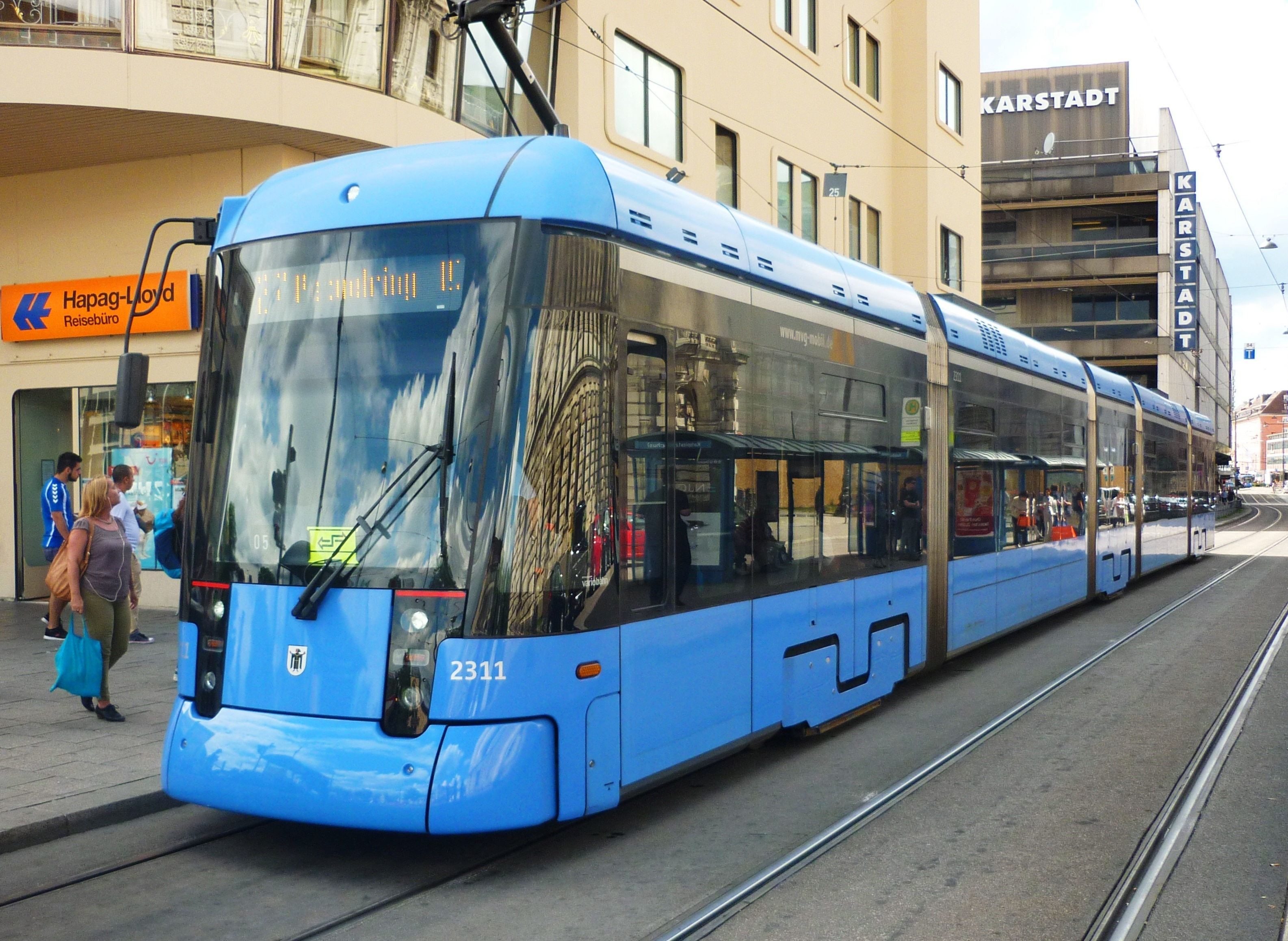
S形 シュタッドラー・レールが展開するバリオバーン。5車体連接車。
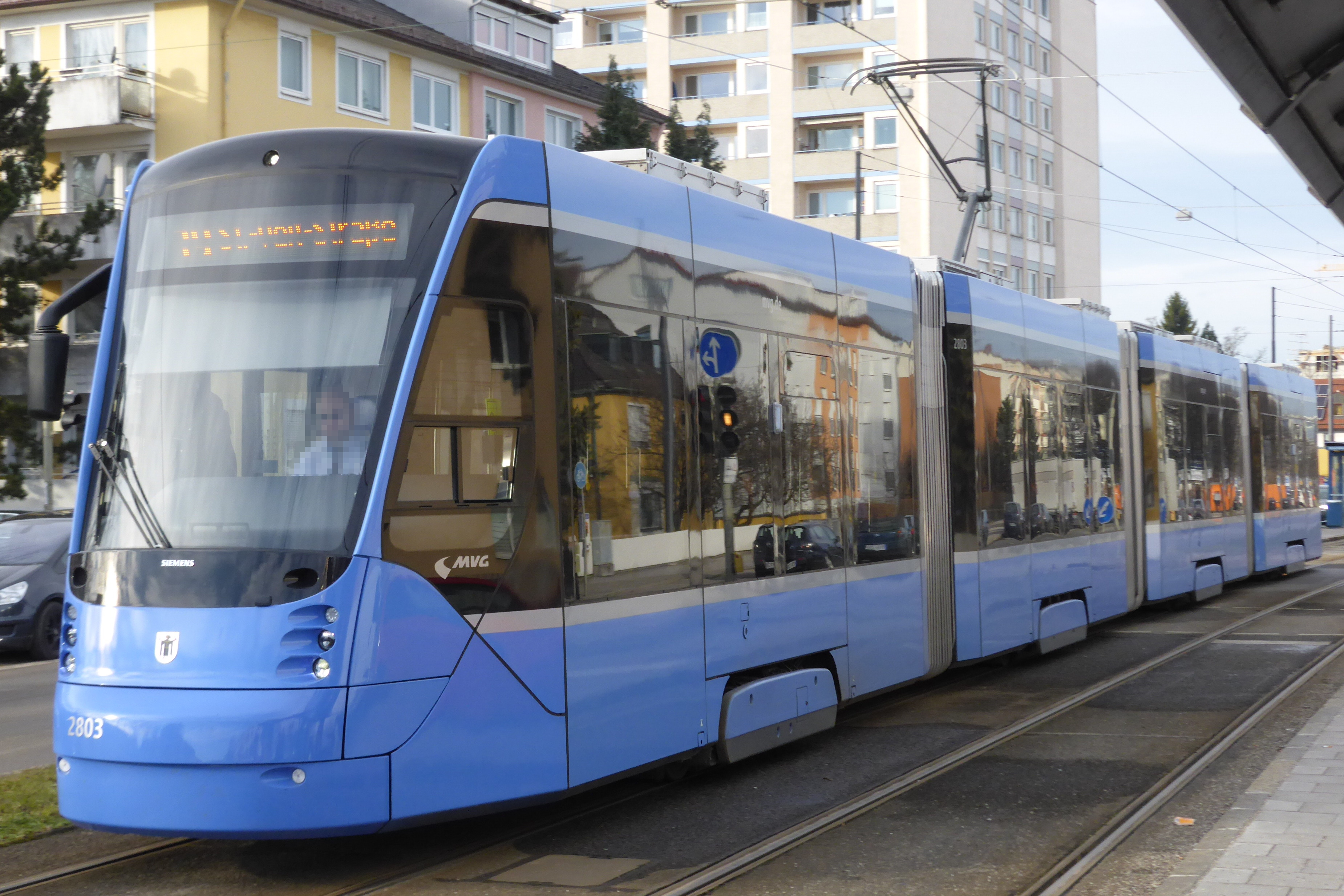
T形 シーメンスが展開するアヴェニオ。4車体連接車[34]。
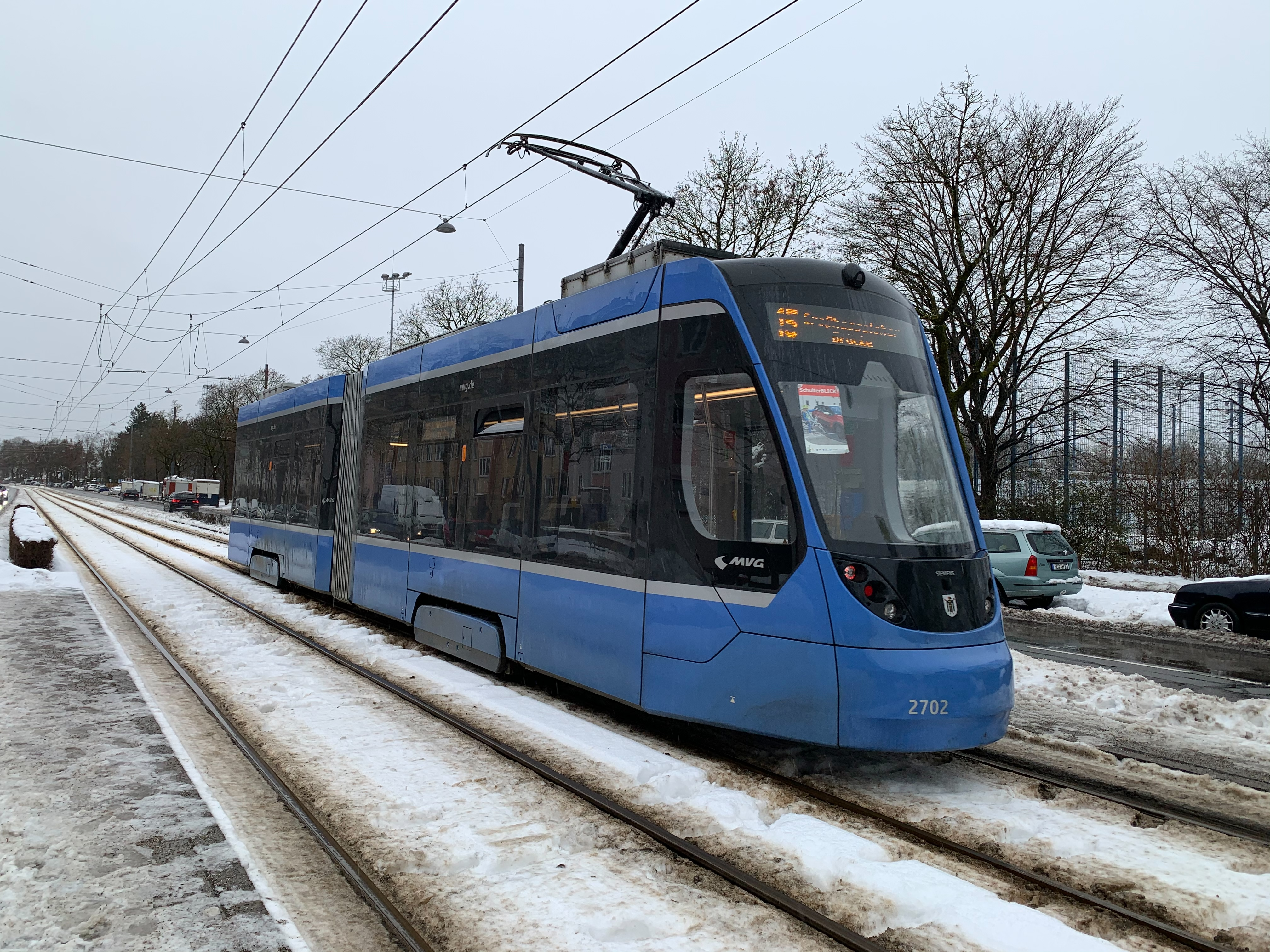
TZ形 T形の改良形式。2車体・3車体・4車体連接車が在籍する[35][36]。

## 博物館

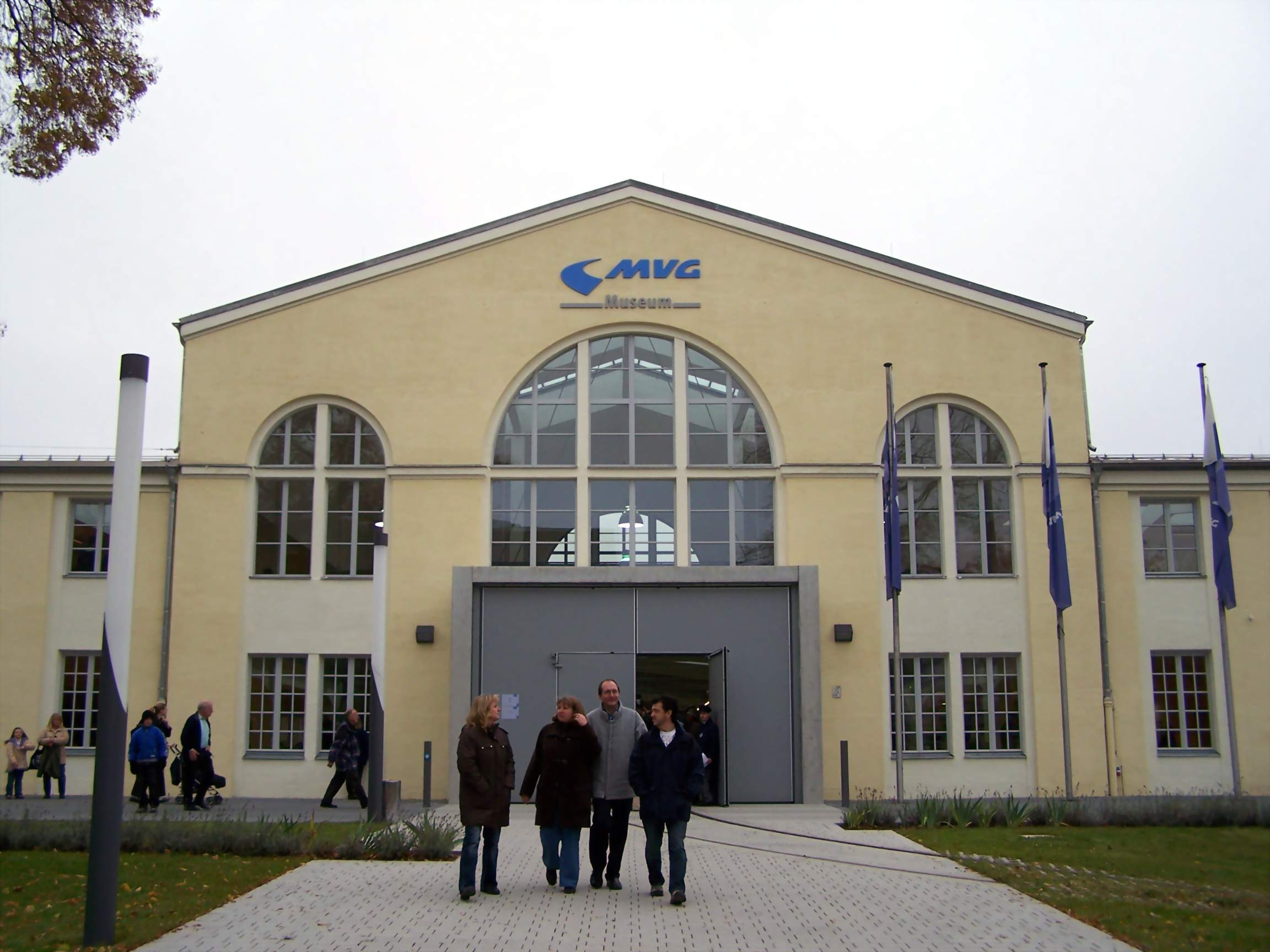
MVG博物館（2007年撮影）

ミュンヘン市電を運営するミュンヘン交通会社（MVG）は2007年に路面電車の車庫を改装する形で、ミュンヘンの交通機関に関する様々な歴史や収蔵品を展示する「MVG博物館（MVG Museum）」を開館しており、路面電車についても事業用車両を含めた複数の車両が保存されている。その中でも一部車両は走行が可能な状態となっている。

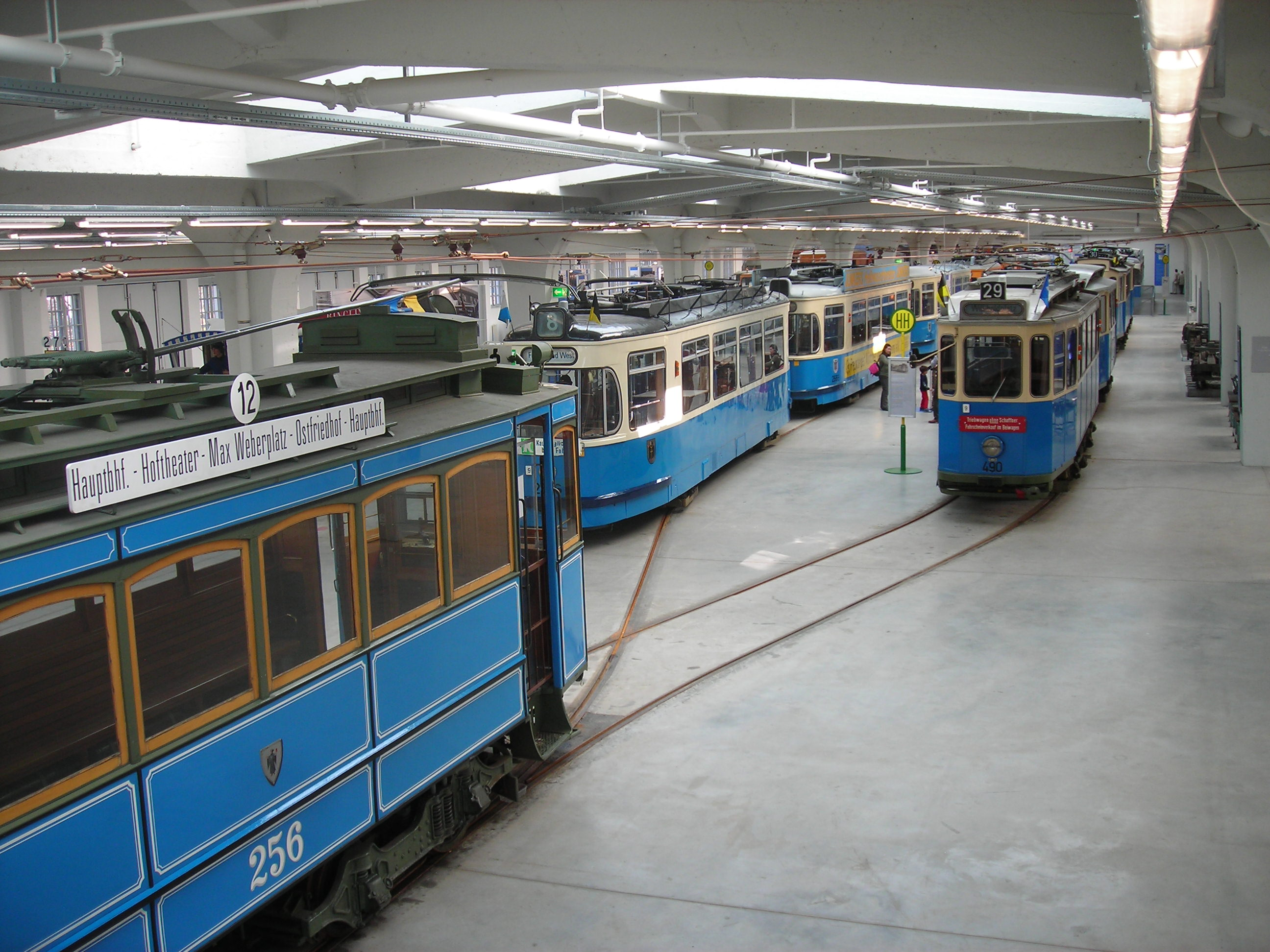
博物館の保存車両（2012年撮影）
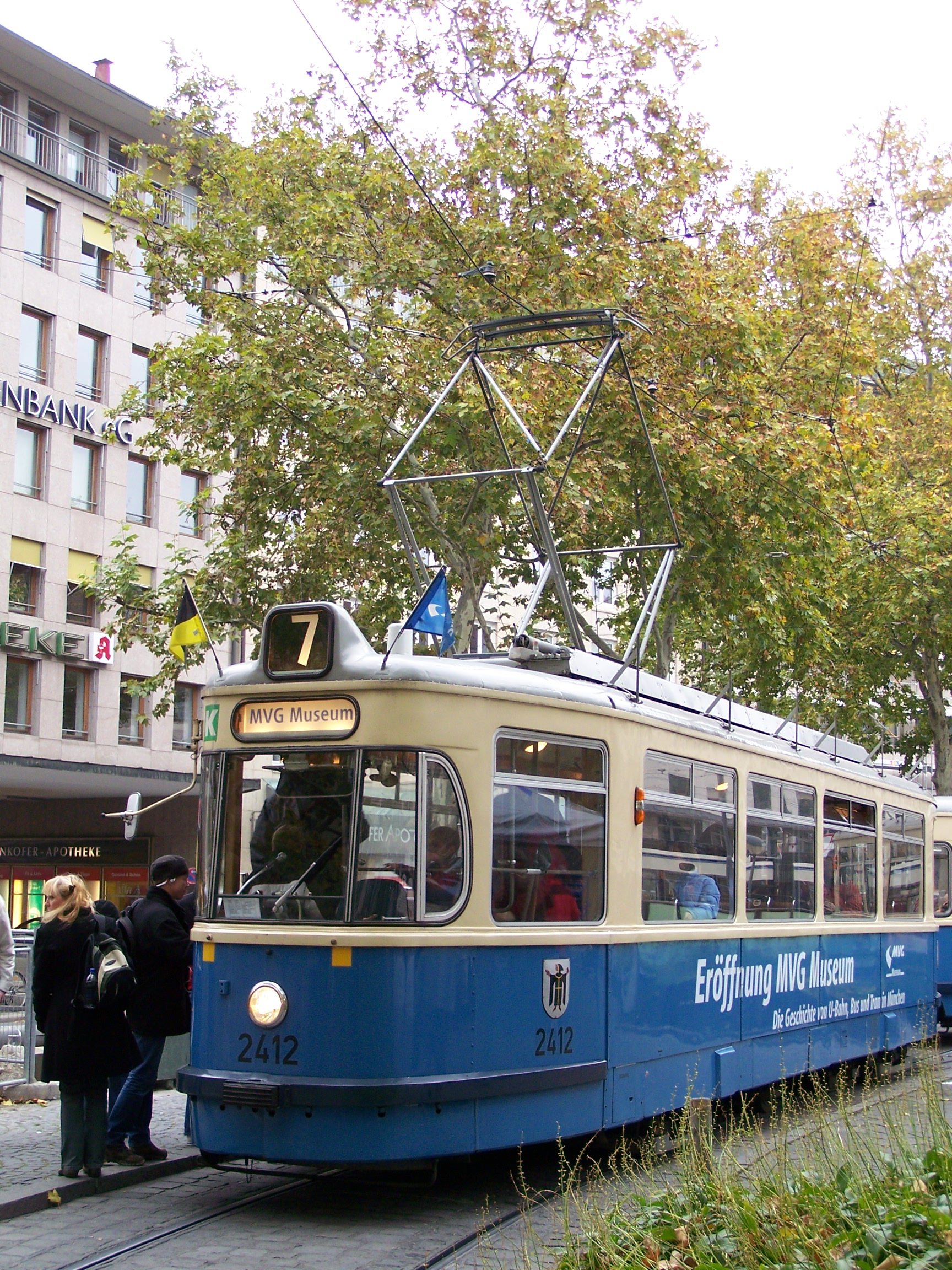
博物館へ向かうシャトル列車（2022年現在運休中）（2007年撮影）

## 今後の予定
2022年、ミュンヘン市議会は公共交通機関の拡充や混雑の緩和を目的とし、合計17 km以上の路面電車の延伸を承認した。計画の内訳は以下の通りである。
- 西部接続線（Tram Westtangente） - ローマ広場電停（Romanplatz）からライム駅（ドイツ語版）を経由し、ミュンヘン西部へ向かう全長8 kmの延伸計画。2025年から2027年までに全線が開通予定である[41]。
- ミュンヘン北部線（Tram Münchner Norden） - 23・24号線を延伸し、地下鉄の駅と接続する合計5.7 kmの路線。計画にはドイツ鉄道の線路を跨ぐ歩行者・自転車との共用橋の建設も含まれている。23号線の延伸部分は2027年、24号線は2029年に開通予定となっている[42]。
- 北部接続線（Tram Nordtangente） - ミュンヘン北東部の複数の地区を繋ぎ地下鉄やSバーンと接続する複数の路線。建設段階は3つの区域からなっており、2025年から2026年にかけての試運転開始を予定している[43]。

また、これら以外にもミュンヘンでは複数の路面電車延伸プロジェクトが検討されている。

## 関連項目

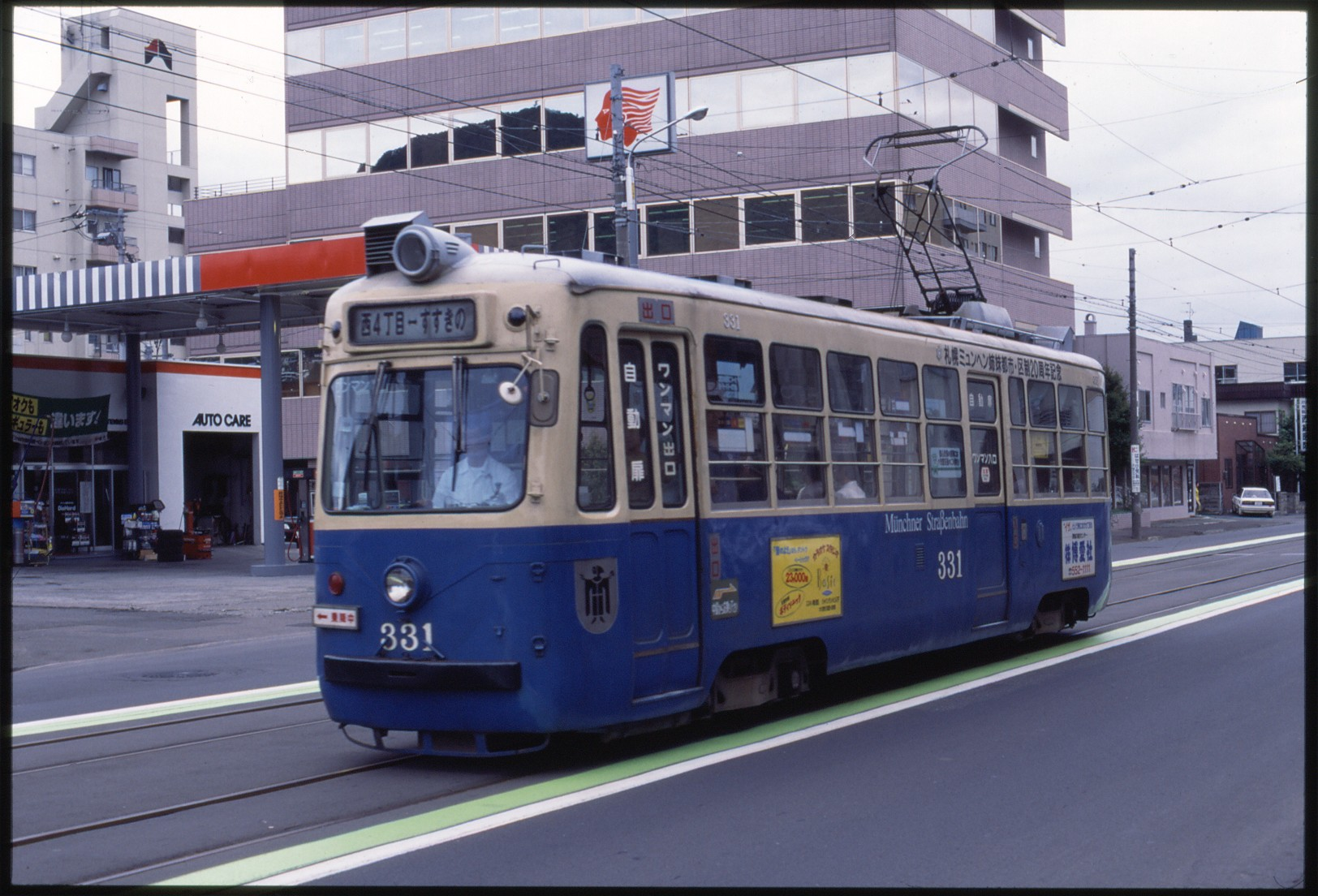
ミュンヘン市電塗装の札幌市電の電車